# Mopsos fils de Manto
Pour les articles homonymes, voir Mopsos.
Dans la mythologie grecque, Mopsos, en grec ancien Μόψος / Mópsos, est le fils de Manto, fille de Tirésias, et d'Apollon, pour qui, selon Callinos d'Éphèse, il fonde l’oracle de Claros.

## Mythologie[3]
Devin, fondateur de Mopsueste, Mopsos entra dans cette ville en compétition avec le devin Calchas, de retour de Troie. Par deux fois, Mopsos eut raison de son concurrent, qui, de honte, mourut de dépit. Après cette victoire, Mopsos et Amphiloque, qui avait lui aussi des dons de prophétie, fondèrent la ville de Mallos, en Cilicie. Resté un moment seul souverain, Mopsos vit revenir Amphiloque, qui réclama sa part du royaume. Un combat singulier s'engagea entre les deux héros et se termina par la mort de l'un et l'autre.